# Blanche Milborne
Blanche Milborne, Lady Herbert of Troy, död 1557, var en engelsk hovfunktionär. Hon var guvernant (Lady mistress) med ansvar för Maria I 1531-1533 och sedan hos Elisabet I 1533–1546. 
Blanche Milborne var dotter till Simon Milborne and Jane Baskerville of Burghill. Genom sin syster Alice var hon moster till Blanche Parry.
Hennes familj tillhörde en förmögen godsägarsläkt och hon och hennes systrar var gemensamt arvtagare efter sin far. 
Hennes födelseår är okänt. Hon gifte sig vid okänd tidpunkt med James Whitney of Whitney (död 1500), med vilken hon fick fyra barn. Hon gifte om sig före 1502 med den walesiska adelsmannen Sir William Herbert of Troy Parva (död 1524), med vilken hon fick två söner. 
Milborne blev en förmögen änka efter sin andra makes död 1524 och gifte aldrig om sig. Istället inledde hon en karriär vid hovet. Vid hovet omnämns hon allmänt som "Lady Herbert of Troy". Hon utnämndes 1531 till guvernant hos prinsessan Maria. Vid prins Edvards dop 1537 bars släpet av de två prinsessorna samt Blanche Milborne. När Edvard föddes ersatte han Elisabet som tronföljare och Elisabets guvernant 
Margaret Bryan blev istället hans guvernant; Blanche Milbourne ersatte då Bryan som guvernant hos Elisabet. 
Milbourne fortsatte som Elisabets guvernant nästan hela Henrik VIII:s regeringstid ut, fram till att Elisabet var tolv år gammal. År 1546 tycks hon ha avslutat sin anställning. Hon uppges ha föredragit att hennes systerdotter Blanche Parry ersatte henne, men ersattes istället av Kat Ashley. Hon bosatte sig sedan med sin son på Troy House, och mottog pension på halva sin forna lön från Elisabet, något som bekräftas i Elisabets räkenskaper från 1551-1552. Hon avled vid okänt tidpunkt troligen någon gång under år 1557, och är bekräftad som död före Elisabets tronbestigning i november 1558.